# Beak
Beak, stylisé BEAK>, est un groupe de krautrock britannique, originaire de Bristol, en Angleterre. Il est formé par Geoff Barrow, Billy Fuller et Matt Williams en 2008.

## Biographie

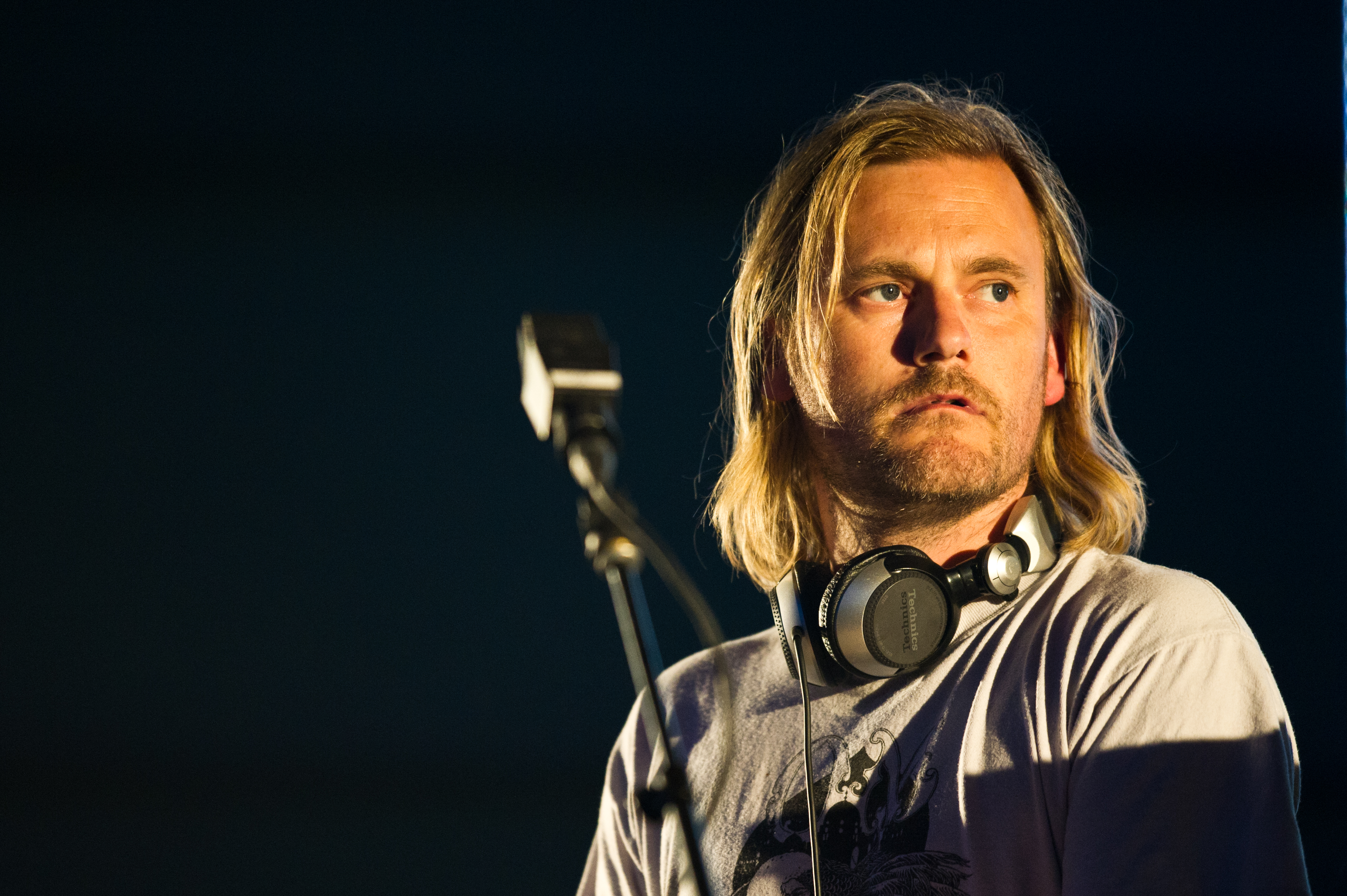
Geoff Barrow en 2011.

Le groupe se forme lors d'un concert improvisé organisé pour la fête de noël du label de Geoff Barrow, Invada Records. Le groupe se compose de Geoff Barrow (membre de Portishead), de Billy Fuller (qui joue dans le groupe Fuzz Against Junk et a accompagné Massive Attack et Robert Plant) et de Matt Williams (qui joue dans les groupes Teambrick et Fairhorns). Le groupe publie un premier album homonyme en 2009,. Celui-ci est enregistré en 12 jours en prise directe sans réenregistrements.
Désirant alors travailler avec une chanteuse, ils rencontrent Anika avec qui ils enregistrent quelques titres qui deviendront son premier album,.
Un deuxième album enregistré par le groupe dans les mêmes conditions que le premier est baptisé >>, et sort en 2012,.
L'année 2015 voit la sortie d'un EP qu'ils partagent avec <KAEB, une version plus collective et variable du groupe. La même année, ils enregistrent la bande originale du film Sauvages (Couple in a Hole) du réalisateur Tom Geens. En février 2016, Matt Williams quitte le groupe.
En 2018, le troisième album du groupe, >>>, sort. 